# Kyŏngsŏng (ort i Nordkorea)
Kyŏngsŏng är en ort i Nordkorea.   Den ligger i provinsen Hambuk, i den nordöstra delen av landet, 400 km nordost om huvudstaden Pyongyang. Kyŏngsŏng ligger 18 meter över havet och antalet invånare är 35 604.
Terrängen runt Kyŏngsŏng är kuperad åt nordväst, men åt sydost är den platt. Kyŏngsŏng ligger nere i en dal.  Kyŏngsŏng är det största samhället i trakten. Trakten runt Kyŏngsŏng består till största delen av jordbruksmark.